# Cessna 150/152
Die Cessna 150 und Cessna 152 sind populäre zweisitzige, abgestrebte Schulterdecker des Flugzeugherstellers Cessna mit starrem Dreibeinfahrwerk. Die Flugzeuge wurden speziell für die Schulung entwickelt.

## Geschichte

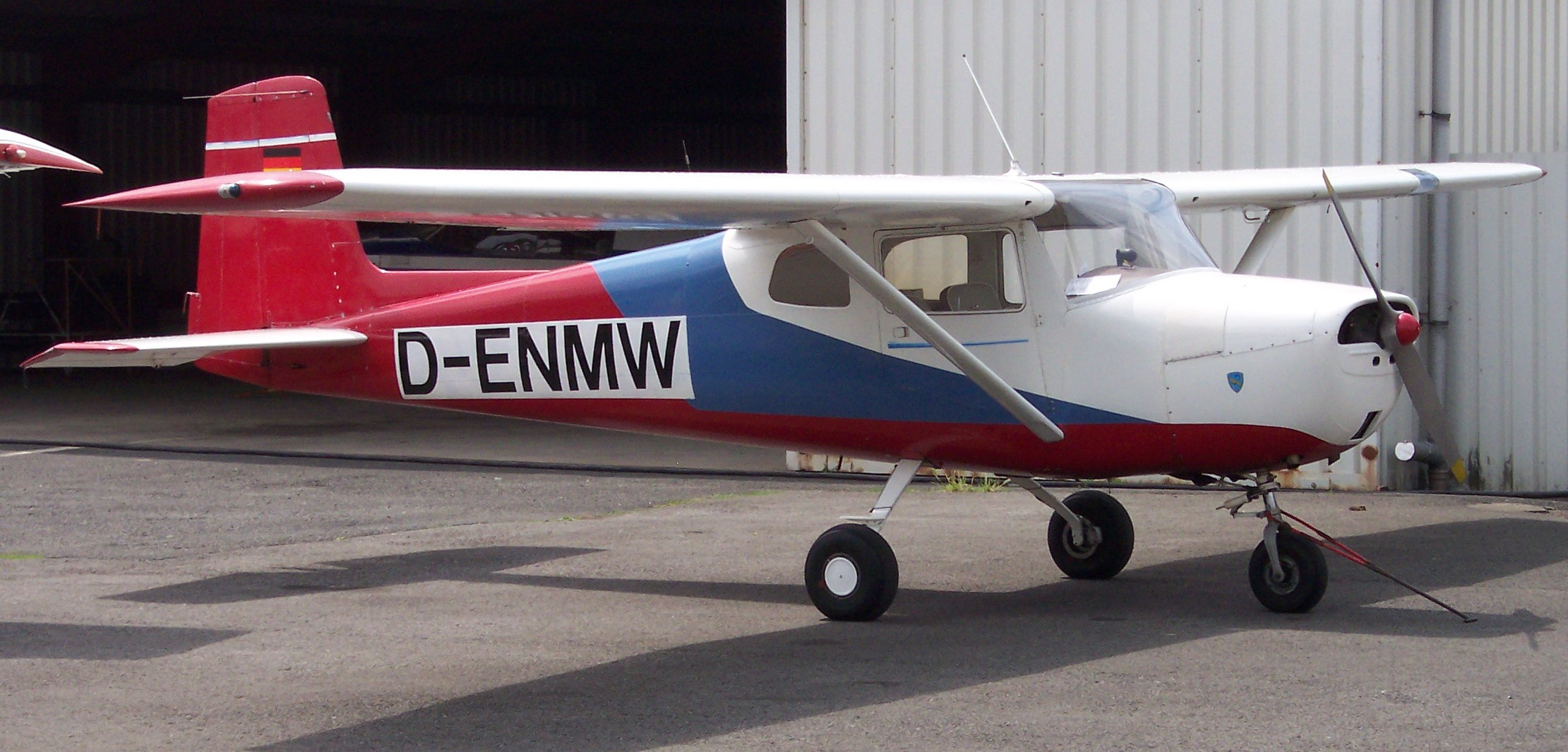
Cessna 150C (1963)

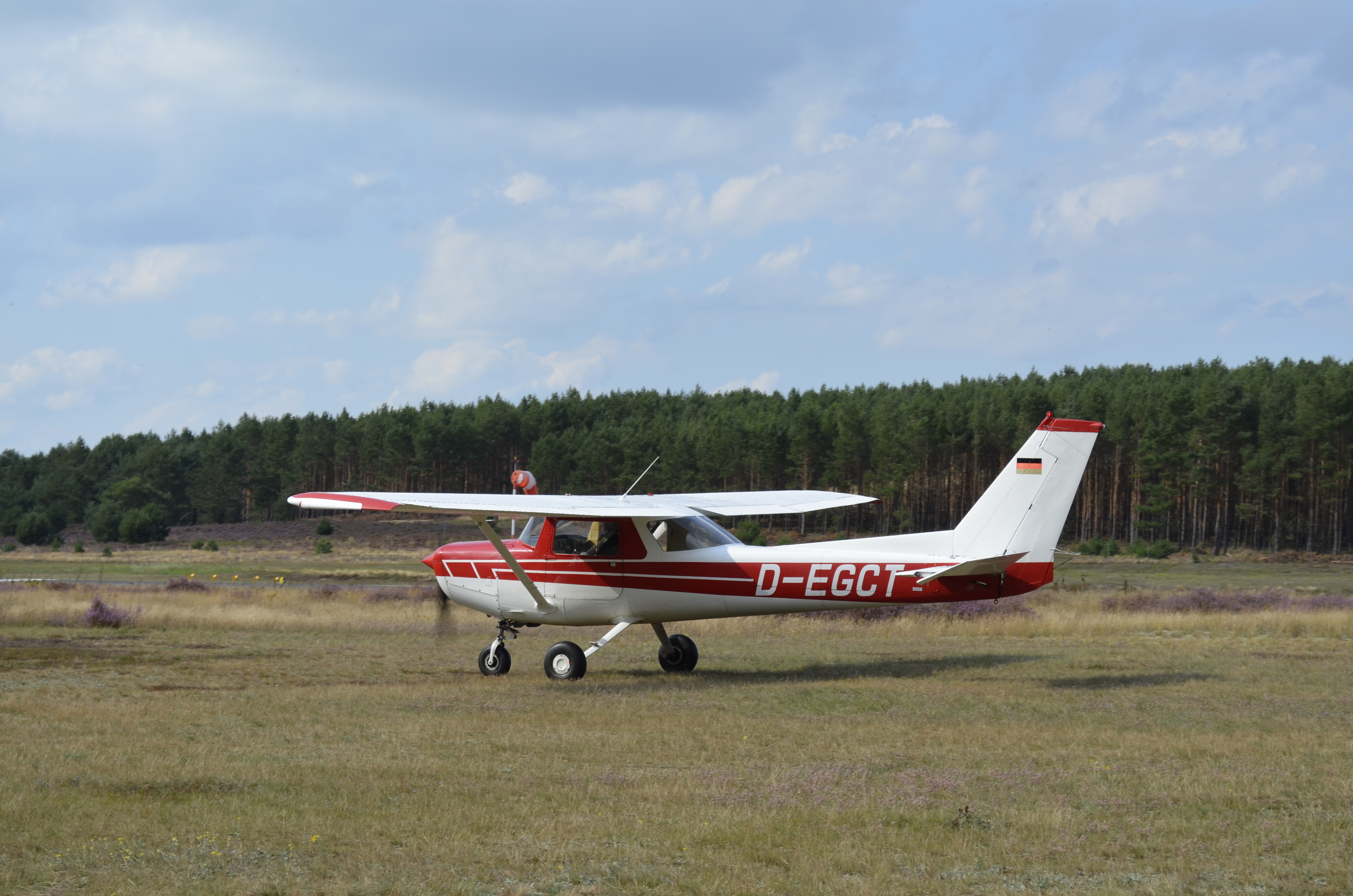
Cessna 152, letzte Version 2000 auf dem Flugplatz Schönhagen

Die Cessna 150 wurde 1957 als Nachfolger der Cessna 140 entwickelt und ist einer der meistgebauten Flugzeugtypen. Die ersten Baureihen hatten noch ein gerades Seitenleitwerk und keinen abgesetzten Rumpfrücken, wodurch sie auch kein Heckfenster besaßen. Die meisten Exemplare werden von einem Continental O-200 Motor angetrieben, der über 100 PS (75 kW) Leistung verfügt.
Ab 1966 wurde ein gepfeiltes Seitenleitwerk verbaut, welches die Maschine um 68,5 cm verlängerte. Obwohl diese Formgebung die Flugeigenschaften geringfügig verschlechterte, wurde sie aufgrund von Kundenwünschen beibehalten.
Für einfachen Kunstflug wurde 1970 die Variante Aerobat eingeführt. Sie verfügte über zwei kleine Fenster im Cockpitdach, eine verstärkte Struktur, Vierpunktgurte und eine Schnellabwurfvorrichtung für die beiden Türen. In der Originallackierung ist die Aerobat am kariert bemalten Seitenleitwerk zu erkennen.
Im Jahre 1977 wurde das Modell 150 von der äußerlich ähnlichen Cessna 152 abgelöst. Diese erhielt den im Betrieb günstigeren Lycoming O-235 Motor mit 110 PS (82 kW). Die Landeklappen können nur noch bis 30 statt 40 Grad ausgefahren werden. Die letzte Cessna 152 wurde 1985 hergestellt.
Insgesamt wurden 23.949 Cessna 150 (davon 1079 Cessna 150 Aerobat) und 7584 Cessna 152 weltweit hergestellt (in den USA, in Frankreich und Argentinien), von denen etwa 75 % noch immer im Einsatz sind.
Von 2009 bis 2013 (Erstflug 2008, Indienststellung 2009) bot der Hersteller mit der Cessna 162 Skycatcher wieder einen leichten 2-Sitzer an. Als Antrieb diente noch immer der bewährte O-200 Motor. Dagegen waren das Abfluggewicht geringer und die äußeren Maße kompakter als bei der altbekannten C-152. Auch die Instrumentierung wurde der heutigen Zeit angepasst und ein Glascockpit mit Flachbildschirm von Hausausrüster Garmin speziell für diesen kleinen Flugzeugtyp entwickelt. Leider blieben die Flugleistungen hinter den Erwartungen zurück, das Flugzeug konnte nicht für den Europäischen Markt zugelassen werden und die Unterhaltskosten überstiegen diejenigen der  Cessna 150/152-Reihe. Obwohl die Produktion der C162 zur Kosteneinsparung nach China verlegt wurde, war sie auch kommerziell kein Erfolg und die Produktion wurde 2014 eingestellt.

## Verwendung

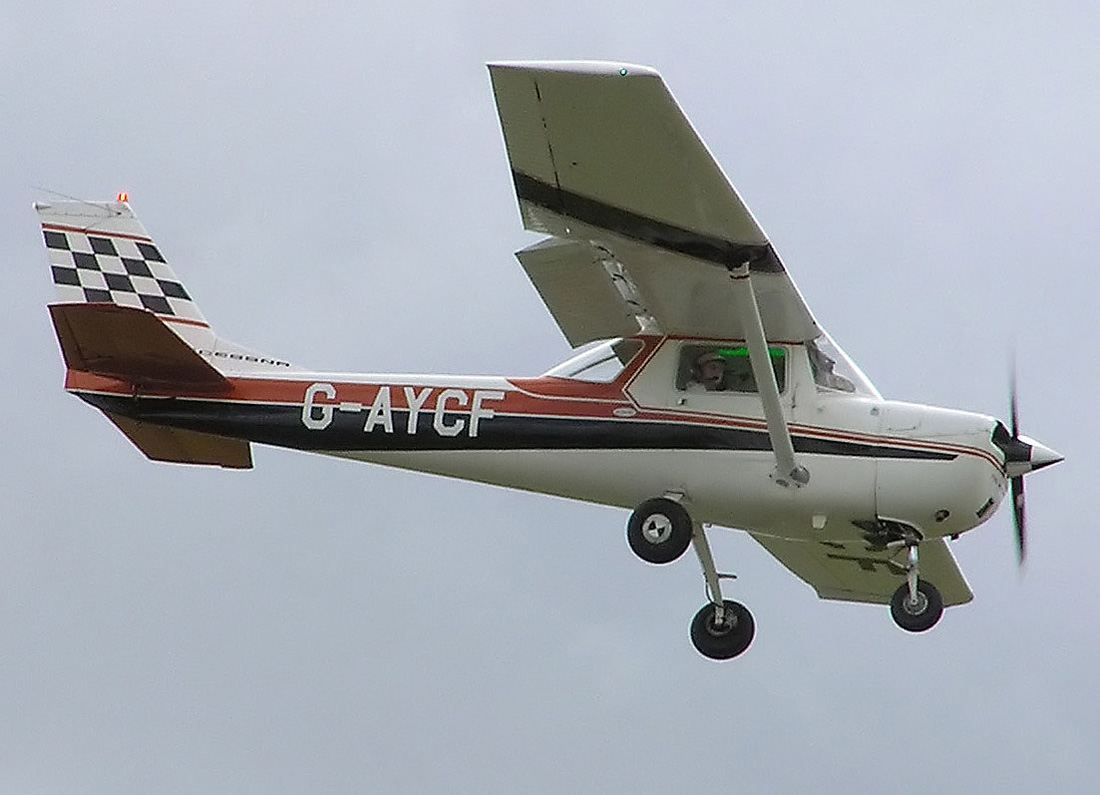
Reims Cessna FA150K Aerobat im Landeanflug mit ausgefahrenen Landeklappen

Das Flugzeug wird wegen seiner geringen Betriebskosten und gutmütigen Flugeigenschaften besonders häufig als Schulflugzeug eingesetzt oder zum Erfliegen der Mindeststunden für den Lizenzerhalt. Es gibt auch eine Commuterversion mit besserer Ausstattung und verkleideten Rädern.
Die Motorleistung der Cessna 150 beträgt 100 PS, die der Cessna 152 110 PS bei 2'550 Umdrehungen pro Minute. 
Die 216 von Reims Aviation in Frankreich gebauten Cessna Aerobat FRA150L und FRA150M wurden mit Rolls-Royce-Continental O-240 Motoren ausgestattet (die letzte Zahl gibt den Hubraum in Kubikinch an, hier also etwa 3,9 l Hubraum), mit 130 PS (97 kW).
Die maximale Abflugmasse beträgt 760 kg und kann auf 750 kg abgesenkt werden, weshalb man die Cessna 150/152 als VLA (Very Light Aircraft) in Deutschland mit der bis 2015 national geregelten PPL-N Lizenz fliegen durfte, welche die "kleinste PPL-Lizenz" darstellte. Seit Einführung der EU-FCL und in deren Folge der beiden einzigen Lizenzen für Privatpiloten von Flächenflugzeugen PPL(A) und LAPL(A) hat diese Absenkung lizenzrechtlich keine Bedeutung mehr.
Die ursprünglich für den Einsatz von verbleitem Treibstoff entwickelten Motoren können mittels einem STC (Supplement Type Certificate) legal mit MoGas betrieben werden. Dadurch können nicht nur die Kosten gesenkt, sondern auch Probleme mit verbleiten oder verrusten Zündkerzen vermieden werden.
Die Cessna 150/152 ist ein seit Jahrzehnten bewährtes Flugzeug; ganze Generationen von Piloten haben damit ihre ersten Flugstunden absolviert.

## Militärische Nutzer
- Burundi 3 × FRA150L[1]
- Demokratische Republik Kongo 15 × FRA150M[2]
- Elfenbeinküste 3 × F150L[3]
- Ecuador 24 × A150[4]
- Haiti
- Liberia 1 × 150K[5]
- Mexiko Marine: 2 × 150J[6]
- Paraguay 2 × 150M[7]
- Somalia 2 × FRA150L[8]
- Sri Lanka 10 × 150[9]
- Vereinigte Staaten

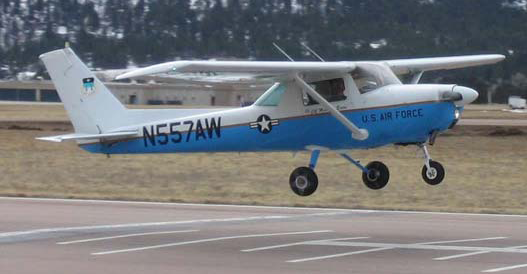
T-51A der U.S. Air Force (Cessna 150M)

  - Die United States Air Force Academy verwendete 3 Cessna 150 (T-51A) mit zivilen Kennzeichen (1 × 150L, 2 × 150M).[10] Für bessere Leistung wurden sie auf Lycoming O-320-E2D Motoren mit 150 PS (110 kW) umgerüstet.

## Technische Daten

Dreiseitenriss (erste Version, bis Cessna 150C)

| Kenngröße             | Daten                                                                     |
| --------------------- | ------------------------------------------------------------------------- |
| Besatzung             | 1 + 1                                                                     |
| Länge                 | 6,56 bis 7,25 m                                                           |
| Spannweite            | 10,17 bis 10,21 m                                                         |
| Höhe                  | 2,11 bis 2,59 m                                                           |
| Flügelfläche          | 14,6 bis 14,9 m²                                                          |
| Leermasse             | 447 bis 513 kg                                                            |
| max. Startmasse       | 726 kg (Cessna 150) / 758 kg (Cessna 152)                                 |
| Reisegeschwindigkeit  | Cessna 150: 195 km/h / Cessna 152: 202 km/h                               |
| Höchstgeschwindigkeit | 259 km/h                                                                  |
| Dienstgipfelhöhe      | 4300 m (14000 ft)                                                         |
| Reichweite            | 678 km                                                                    |
| Triebwerke            | Continental O-200 (100 PS), Lycoming O-235, Continental O-240, Rotax 912S |